# 杨薇
杨薇（1963年—）是一位美籍華裔生物学家，長期任職於國家衛生院，2013年杨薇当选为美国国家科学院院士。

## 生平
杨薇1963年出生于中国上海市。 1980年进入复旦大学生物化学系就讀，1983年進入美国石溪大学就讀並获得学士学位。  她先後於1985年和1991年获得哥伦比亚大学硕士学位和博士学位。 

## 研究
自1995年以来，她一直是美國國家衛生院分子生物学实验室高级科学家。她主要負責研究DNA错配修复等領域。

## 奖项和荣誉
2013年，楊薇当选美国国家科学院院士，2015年当选美国文理科学院院士。